# The Gilded Lily
The Gilded Lily és una pel·lícula estatunidenca de Wesley Ruggles estrenada el 1935.

## Argument
Marilyn David, taquígrafa, i Peter Dawes, periodista, es troben cada dijous a la tarda en un banc d'un parc novaiorquès. Enraonen sobre la vida, Peter comparant-la amb un paquet de crispetes, Marilyn esperant trobar l'ànima bessona. Aquell dijous, després de separar-se, Marilyn coneix, en circumstàncies agitades, Charles Gray, que no fa res en la vida. Vol ajudar-lo a trobar un treball. Per la seva banda, a Peter li ordena el seu patró de descobrir dos nobles anglesos, que viatgen d'incògnit als Estats Units. Dawes descobreix els personatges en qüestió: Lloyd Granton, duc de Loamshire, i el seu fill, que no és altre que Charles Gray, promès a Anglaterra...

## Repartiment
- Claudette Colbert: Marilyn David
- Fred MacMurray: Peter Dawes
- Ray Milland: Charles Gray
- C. Aubrey Smith: Lloyd Granton, Duc de Loamshire
- Luis Alberni: Nate Porcopolis
- Eddie Craven: Eddie, Fotògraf
- Donald Meek: Hankerson
- Charles Irwin: Oscar, Director d'Orquestra
- Forrester Harvey: Hugo
- Grace Bradley: Daisy
- Claude King: Capità de vaixell
- Charles C. Wilson: Redactor en cap
- Edward Gargan: Guardià